# Estopa
Estopa is een in 1999 opgerichte Spaanse muziekgroep die bestaat uit de broers David (zang) en José Manuel Muñoz (gitaar). Het duo komt uit Cornellà de Llobregat, een voorstad van Barcelona en zijn van extremeense afkomst. Van hun eerste cd werden ongeveer 1,2 miljoen exemplaren verkocht. Hierdoor werden ze bekend in Spanje en in Mexico, Chili en Argentinië. De stijl van Estopa is Spaanse pop gecombineerd met invloeden van rumba, flamenco en rock.
David en José Manuel Muñoz gelden als groot fan van FC Barcelona. Zo brachten ze voorafgaand aan de finale van de Copa del Rey 2009 een aangepaste versie van hun lied "Cacho a cach" uit als steun aan de club. Voorafgaand aan de UEFA Champions League-finale in mei 2009 waren David en José Manuel Muñoz door trainer Josep Guardiola uitgenodigd voor een etentje met de selectie van FC Barcelona.

## Discografie
| Jaar | Cd                         |
| ---- | -------------------------- |
| 1999 | Estopa                     |
| 2001 | Destrangis                 |
| 2002 | Más Destrangis (Reedición) |
| 2004 | ¿La calle es tuya?         |
| 2005 | Voces de Ultrarumba        |
| 2008 | "Allenrok"                 |
| 2011 | "Estopa 2.0"               |